# Cúp bóng đá Melanesia 1998
Cúp bóng đá Melanesia 1998 là mùa giải thứ 6 giải đấu khắp vùng Melanesia được tổ chức. Giải diễn ra ở Santo, Vanuatu và có 5 đội bóng tham gia: Fiji, Quần đảo Solomon, Nouvelle-Calédonie, Papua New Guinea và Vanuatu và lần thứ hai trở thành vòng loại của Cúp bóng đá châu Đại Dương.
Các đội bóng thi đấu với nhau theo thể thức thi đấu vòng tròn và Fiji vô địch lần thứ ba cũng như giành quyền tham gia Cúp bóng đá châu Đại Dương 1998 cùng với Vanuatu.

## Kết quả
|                    | St | T | H | B | BT | BB | Đ  |
| ------------------ | -- | - | - | - | -- | -- | -- |
| Fiji               | 4  | 3 | 1 | 0 | 8  | 2  | 10 |
| Vanuatu            | 4  | 2 | 1 | 1 | 8  | 6  | 7  |
| Quần đảo Solomon   | 4  | 2 | 1 | 1 | 8  | 7  | 7  |
| Papua New Guinea   | 4  | 1 | 1 | 2 | 3  | 6  | 4  |
| Nouvelle-Calédonie | 4  | 0 | 0 | 4 | 4  | 10 | 0  |

| Fiji | 3-0 | Nouvelle-Calédonie |
| ---- | --- | ------------------ |
|      |     |                    |

| Papua New Guinea | 1-3 | Quần đảo Solomon |
| ---------------- | --- | ---------------- |
|                  |     |                  |

| Fiji | 2-1 | Vanuatu |
| ---- | --- | ------- |
|      |     |         |

| Papua New Guinea | 1-0 | Nouvelle-Calédonie |
| ---------------- | --- | ------------------ |
|                  |     |                    |

| Vanuatu | 1-1 | Papua New Guinea |
| ------- | --- | ---------------- |
|         |     |                  |

| Quần đảo Solomon | 3-2 | Nouvelle-Calédonie |
| ---------------- | --- | ------------------ |
|                  |     |                    |

| Vanuatu | 3-1 | Quần đảo Solomon |
| ------- | --- | ---------------- |
|         |     |                  |

| Fiji | 2-0 | Papua New Guinea |
| ---- | --- | ---------------- |
|      |     |                  |

| Nouvelle-Calédonie | 2-3 | Vanuatu |
| ------------------ | --- | ------- |
|                    |     |         |

| Fiji | 1-1 | Quần đảo Solomon |
| ---- | --- | ---------------- |
|      |     |                  |

Fiji và Vanuatu giành quyền tham gia Cúp bóng đá châu Đại Dương 1998